# Rhicnoda spinulosa
Rhicnoda spinulosa är en kackerlacksart som beskrevs av Brunner von Wattenwyl 1893. Rhicnoda spinulosa ingår i släktet Rhicnoda och familjen jättekackerlackor. Inga underarter finns listade i Catalogue of Life.